# Панова Анна Геннадіївна
Анна Панова (* 7 січня 1980, Черкаси) — українська телеведуча, журналістка, ведуча інформаційної програми «Сьогодні» на телеканалі «Україна».

## З життєпису
Народилася в Черкасах. Закінчила Університет «Києво-Могилянська академія», отримала ступінь бакалавра за спеціальністю політологія, продовжила навчання в Інституті журналістики Київського Національного Університету ім. Шевченка та отримала ступінь магістра за спеціальністю журналістика.

### Кар'єра
- У 2002 році почала кар'єру на черкаському телеканалі «ВІККА», де з 2002 року працювала кореспонденткою, а з 2003 року — головною редакторкою та ведучою новин.
- У 2006 році переїхала до Києва, почала працювати журналісткою на телеканалі «НТН».
- У 2007 році почала роботу парламентською кореспонденткою на телеканалі Інтер, а з 2010 року — ведучою ранкового блоку новин.
- У червні 2014 року перейшла на телеканал «Україна» як ведуча інформаційної програми «События».[1]

Викладала майстер-класи на тему «Майстерність ведучого», «Від репортера — до ведучого» для студентів «Інтершколи», Київського міжнародного університету та Школи журналістики «Novomedia».